# Torrent de la Matella
El Torrent de la Matella és un afluent per la dreta de l'Aigua de Valls que transcorre íntegrament pel terme municipal de Gósol, al Berguedà.
Els primers 800 metres del seu curs (fins a la cota 1.585) forma part del territori integrat en el Pla d'Espais d'Interès Natural (PEIN) de la Generalitat de Catalunya i més concretament en l'espai de la Serra del Verd.

## Xarxa hidrogràfica
La xarxa hidrogràfica del Torrent de la Matella, que també transcorre íntegrament pel terme municipal de Gósol, està constituïda per cinc cursos fluvials. La totalitat de la xarxa suma una longitud de 5.576 m.